# Ronald Breslow

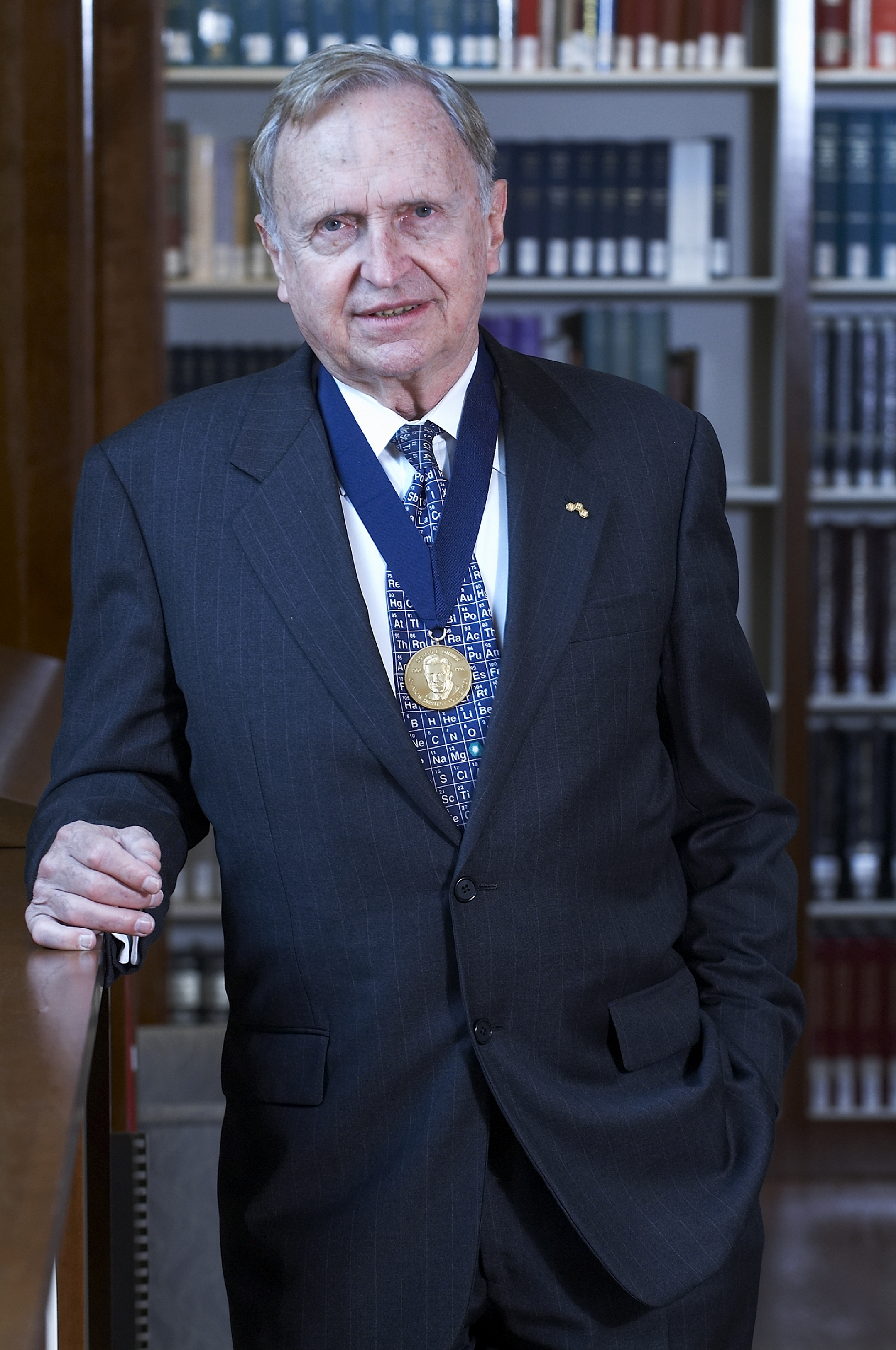
Ronald Breslow (2006)

Ronald Charles David Breslow (* 14. März 1931 in Rahway, New Jersey; † 25. Oktober 2017 in New York City, New York) war ein US-amerikanischer Chemiker.

## Leben
Breslow studierte Chemie an der Harvard University (Bachelor 1952, Master 1954), wo er 1955 bei Robert Burns Woodward mit dem Thema Studies on magnamycin promoviert wurde. Als Post-Doktorand war er 1955 an der Universität Cambridge bei Alexander Robertus Todd. Ab 1956 war er, zunächst als Instructor, an der Columbia University, wo er den Rest seiner Karriere blieb. Er war dort Samuel Latham Mitchill Professor of Chemistry, hatte den Rang eines University Professor und war Dekan des Fachbereichs Chemie.
Zu seinen Doktoranden zählte der Nobelpreisträger Robert Grubbs.
Seine Ehefrau Esther Breslow war Professorin für Biochemie am Weill Cornell Medical College. Mit ihr bekam er zwei Töchter.

## Werk
Breslow wurde bekannt durch die Synthese neuer ungewöhnlicher Moleküle, zum Beispiel des Cyclopropenyl-Kations, des einfachsten aromatischen Systems. Er etablierte den Begriff der Antiaromaten und erforschte auch den Wirkmechanismus von Vitamin B1. Später befasste er sich mit Synthese und Wirkungsweise von künstlichen Enzymen bzw. von Molekülen, die die Wirkung von Enzymen nachbilden (er war einer der Begründer der biomimetischen Chemie), mit Anwendungen zum Beispiel bei neuen möglichen Krebs-Medikamenten. Von ihm stammen auch frühe Arbeiten zur C-H-Aktivierung.

## Ehrungen
- 1959 Sloan Research Fellow
- 1966 American Chemical Society Award in Pure Chemistry
- 1966 Fresenius Award
- 1969 Leo Hendrik Baekeland Award
- 1971 Centenary Medal
- 1974 Harrison Howe Award
- 1977 Remsen Award
- 1978 Roussel Prize in Steroids
- 1980 James Flack Norris Award in Physical Organic Chemistry
- 1984 Richards Medal
- 1987 Arthur C. Cope Award
- 1988 Kenner Award
- 1989 NAS Award in Chemical Sciences
- 1989 William H. Nichols Medal
- 1990 Paracelsus-Preis der Schweizerischen Chemischen Gesellschaft
- 1990 Allan Day Award
- 1991 National Medal of Science
- 1999 Priestley-Medaille
- 2000 Wissenschaftspreis des New Yorker Bürgermeisters
- 2002 Bader Award
- 2003 Welch Award in Chemistry
- 2004 Willard Gibbs Award
- 2006 Othmer-Goldmedaille
- 2010 Perkin Medal
- 2014 American Institute of Chemists Gold Medal

1996 war er Präsident der American Chemical Society und 1974 bis 1977 war er Vorstand der Abteilung Chemie der National Academy of Sciences. Zu seinen Ehren vergibt die American Chemical Society jährlich den Ronald Breslow Award for Achievement in Biomimetic Chemistry.
Er war Mitglied der National Academy of Sciences, der American Philosophical Society, der European Academy of Sciences und der American Academy of Arts and Sciences. Er war Ehrenmitglied der Royal Society of Chemistry und auswärtiges Mitglied der Royal Society. Er war Ehrenmitglied der koreanischen und japanischen chemischen Gesellschaften und Mitglied der Indian National Science Academy.

## Schriften
- Organic Reaction Mechanisms, an introduction. 2. Auflage, Benjamin 1969 (zuerst 1965)
  - Deutsche Übersetzung: Organische Reaktionsmechanismen. Thieme Verlag 1982 (übersetzt von Harald Günther)
- Chemistry today and tomorrow. The central, useful, and creative science. American Chemical Society/Jones and Bartlett 1997
- Herausgeber: Artificial Enzyms. Wiley-VCH 2005
- The nature of aromatic molecules. In: Scientific American. August 1972